# 호주장로교회
호주장로교교회 (Presbyterian Church of Australia, PCA)는 호주에 있는 가장 큰 장로교단이다. 1977년 호주 연합교회의 약 3분의 2가 되는 회원들과 병합되었다.

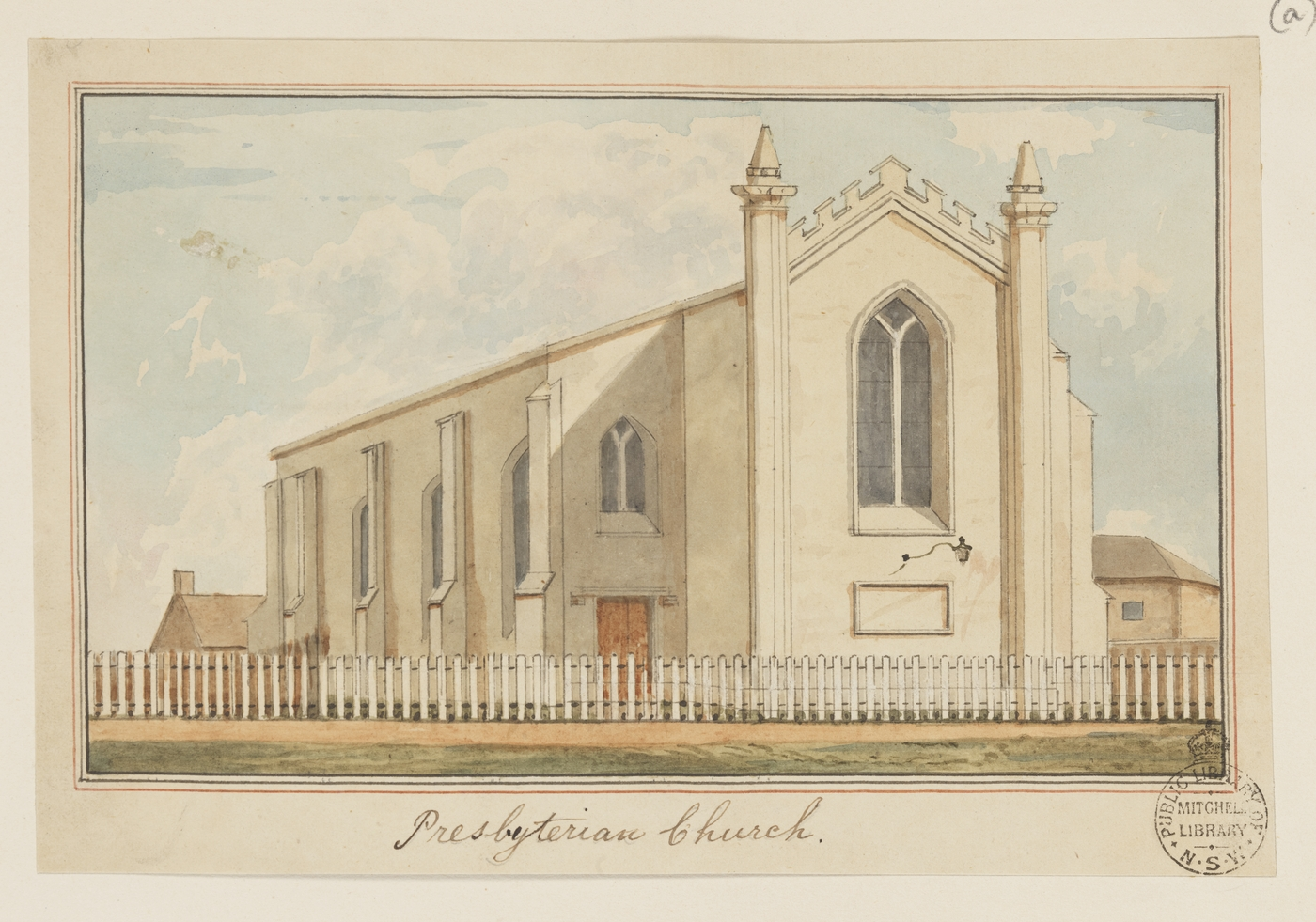
1840년대 시드니 세인트 앤드류 장로 교회

2011년 인구 조사 기준으로 호주의 전체 인구의 백분율로 장로교 또는 개종자로 분류 된 사람들을 통계적으로 지역으로 나눈 사람들

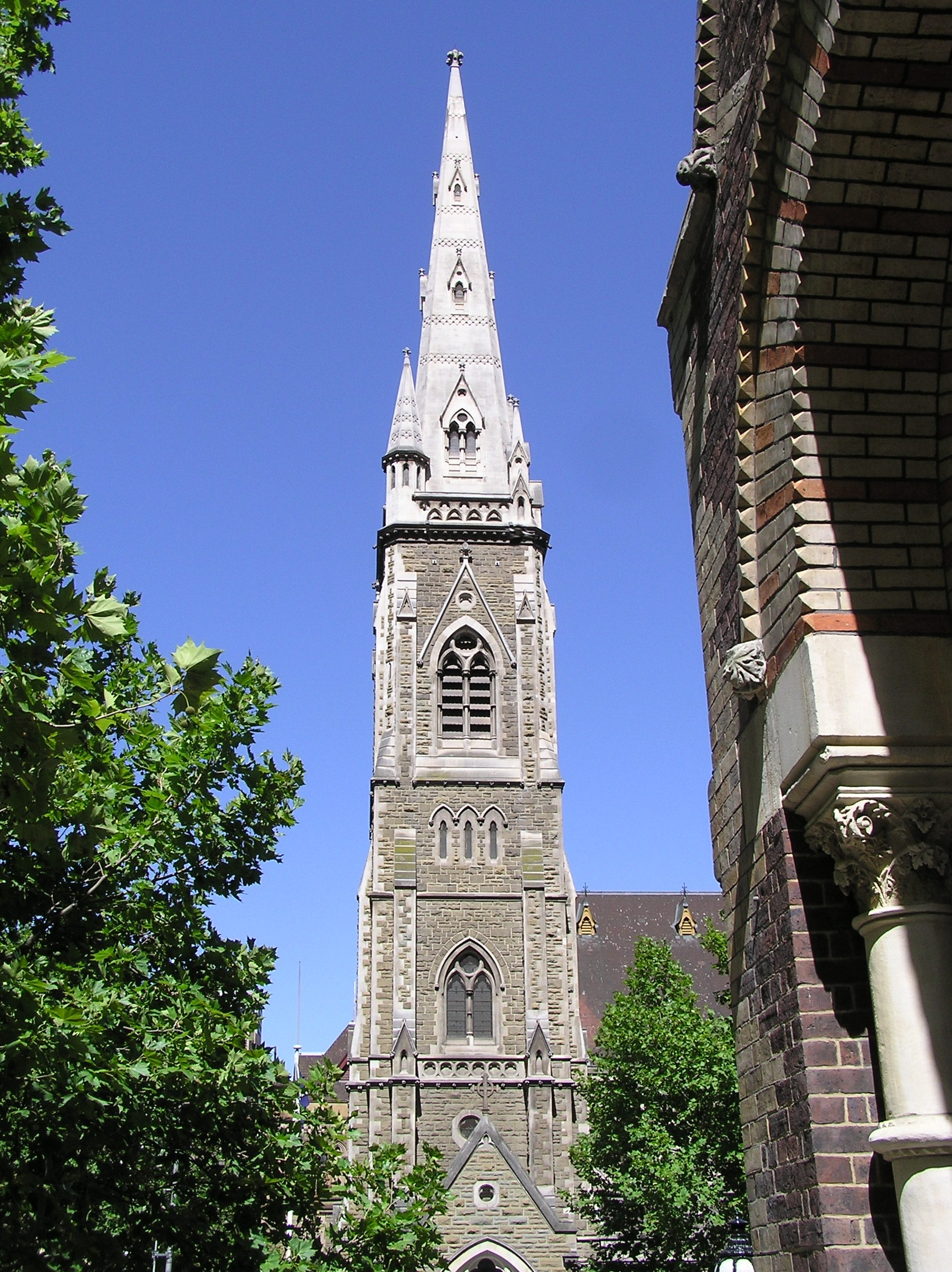
스코틀랜드 교회, 멜버른 의 고딕 양식의 탑

#### 퀸즐랜드
- 투 움바 페어 홀름 칼리지

- 브리즈번 보이스 컬리지, 투 wong
- Clayfield College, 클레이 필드
- 서머 빌 하우스, 사우스 브리즈번
- 선샤인 코스트 문법 학교, 선샤인 코스트

#### 빅토리아
- 벨 그레이브 하이츠 기독교 학교, 벨 그레이브 하이츠
- 킹스 칼리지, 워 남불
- 멜버른 장로교
- 세인트 앤드류 크리스천 칼리지, 완 티르 나
- 스카치 칼리지, 멜버른

### 신학 대학
PCA에는 현재 호주 3 대 도시에 3 개의 대학이 있다. 여기에는 브리즈번의 퀸즐랜드 신학 대학, 시드니의 크라이스트 칼리지 및 멜버른의 장로교 신학 대학이 포함 된다.

호주 장로 교회의 문장

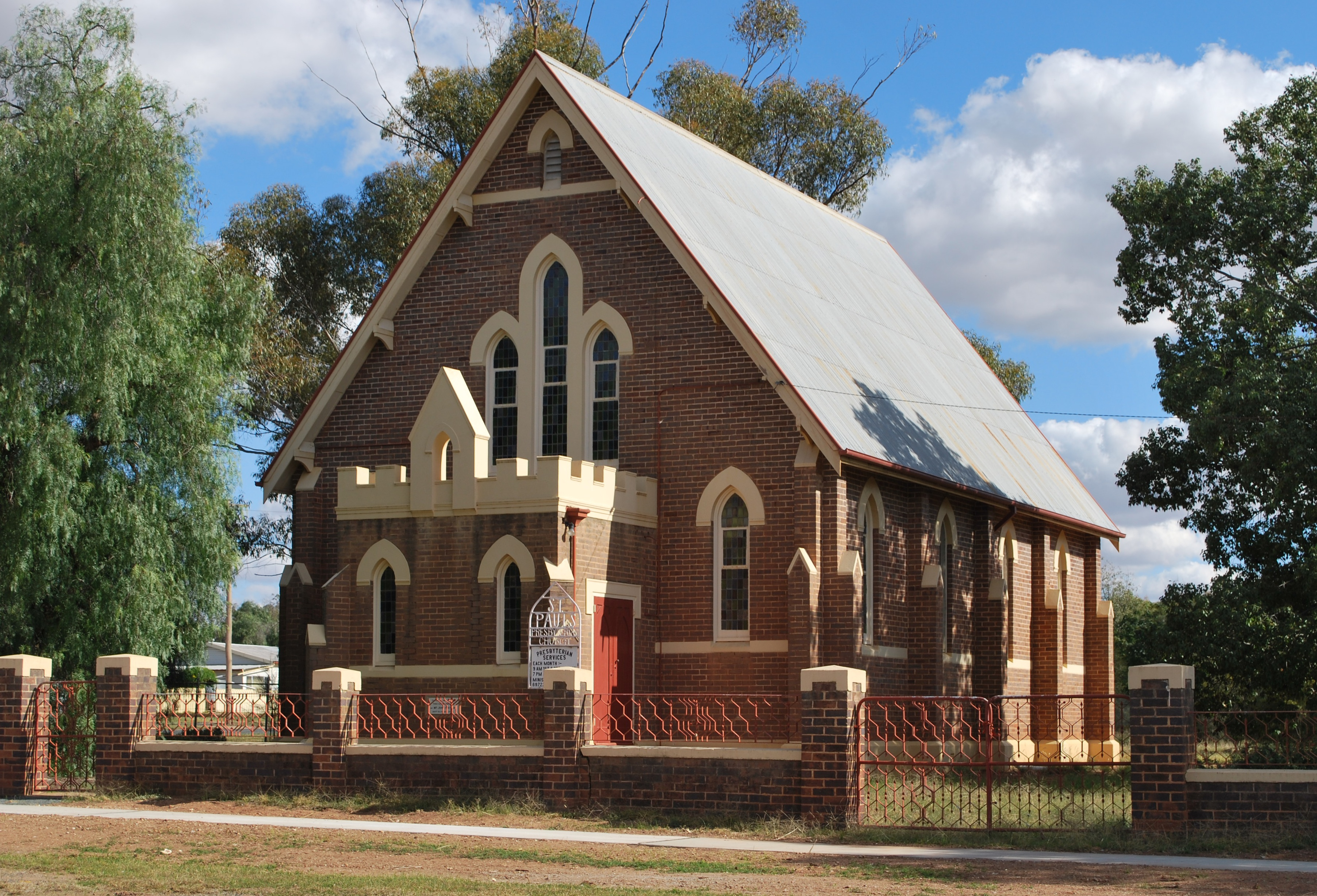
뉴 사우스 웨일즈 Barmedman에 있는 세인트 폴 장로 교회.

## 같이 보기
- 장로제